# Shokugoshūi-wakashū
Shokugoshūi-wakashū (jap.: 続後拾遺和歌集 auch: 続後拾遺集 Shokugoshūishū, dt. etwa Fortsetzung der Späten Nachlese) ist eine Waka-Anthologie, die vom bereits abgelösten Tennō Go-Daigo (1318–1339) in Auftrag gegeben und ca. 1325–1326 fertiggestellt wurde. Die Kompilatoren der Anthologie waren Fujiwara no Tamefuji und Fujiwara no Tamesada. Die Anthologie umfasst 20 Rollen mit insgesamt 1.347 Waka.